# 1317
سنة 1317 كانت سنة بسيطة تبدأ يوم السبت (الرابط يظهر نموذج التقويم الكامل للسنة) من التقويم اليولياني.

## أحداث
- تأسيس مدينة لوبلين وتقع حاليا في بولندا.

## مواليد
- بلانكا نونيز دي لا سيردا ولارا
- شمس الدين الكرماني فقيه سني شافعي
- شمس الدين الواسطي فقيه سني شافعي

## وفيات
- جان دي جوانفيل
- برسوم العريان
- هنري هاركلي